# Jardin alpin (jardin des plantes de Paris)
Le jardin alpin est un alpinum situé au cœur du Jardin des plantes, dans le 5e arrondissement de Paris, en France. Tout comme le Jardin des plantes lui-même et l'ensemble des bâtiments qui s'y trouvent, le jardin alpin appartient au Muséum national d'histoire naturelle et est classé monument historique depuis le 24 mars 1993. D'une superficie de 4 000 m2 le jardin alpin a été créé entre 1930 et 1936 pour présenter au public la flore alpine et méditerranéenne.

## Historique
Depuis le XVIIIe, une orangerie s'élevait à cet emplacement. Devenue vétuste et impossible à chauffer, elle fut démolie peu après 1910 et laissa place au « carré des couches » dont les fonctions étaient multiples : semis, réserves de plantes pour l’école de botanique, lieu d’expérimentation scientifique et technique... Le jardin alpin y fut créé entre 1930 et 1936. Deux aménagements plus tardifs eurent lieu : le premier durant la seconde guerre mondiale, sur le secteur des « Alpes calcaires » (étage subalpin, jusqu'à -1600 m), le deuxième en 1959 au niveau du « ravin », à la place d’une ancienne fosse aux ours, avec un ruisseau artificiel et sa faune dulçaquicole.

## Topographie
Le jardin alpin du Muséum national d'histoire naturelle se trouve le long des allées Cuvier et Becquerel du Jardin des plantes, à proximité du petit labyrinthe, des grandes serres, et de l’amphithéâtre Verniquet, et il est contigu, au nord-ouest, à la Ménagerie. L'accès se fait via un passage souterrain depuis l'École de botanique voisine.
Son relief constitue une mini-vallée à gradins, à 3 mètres sous le niveau du Jardin des plantes, protégeant ainsi sa collection de végétaux vivants des vents, du gel et des canicules et bénéficiant d'une humidité indispensable, notamment en été, pour la fraîcheur nécessaire aux plantes.
Selon les orientations adret (exposition au sud) ou ubac (exposition au nord) des mini-buttes, des gradins et des murets, certains secteurs sont plus éclairés que d’autres et des microclimats sont créés. Les parties exposées au nord bénéficient d’une température constante, peu d’amplitude thermique, tandis que celles exposées au sud supportent d’importantes variations de température. La nature des sols aussi est adaptée aux besoins des plantes : acides ou alcalins, formés sur des substrats rocheux calcaires, de schiste ou de meulière, ils complètent la panoplie des éléments dont les « jolies plantes alpines » ont besoin pour s’acclimater sur l'espace qui leur est consacré. Un bassin aux nympheas se trouve au milieu du Jardin.
En 1936, la direction scientifique d'un autre jardin alpin, La Jaÿsinia à Samoëns, est confiée au Muséum qui y fonde un laboratoire de recherche doté d’un herbier.

## Galerie

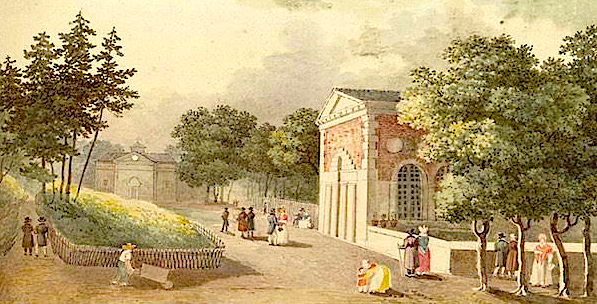
Vers 1830, l'ancienne orangerie à droite (à gauche le petit labyrinthe).
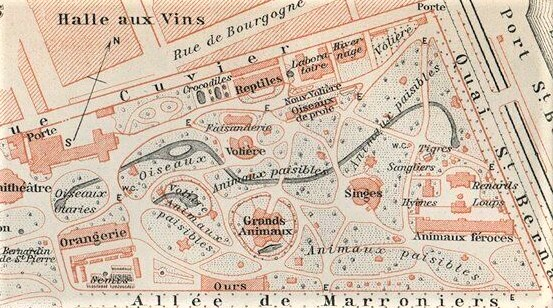
Plan de la Ménagerie de 1910 montrant l'orangerie, les semis et l'ouest de la fosse aux ours qui formeront le futur Jardin alpin.
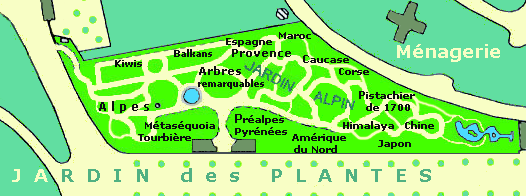
Plan du Jardin alpin au XXIe siècle.
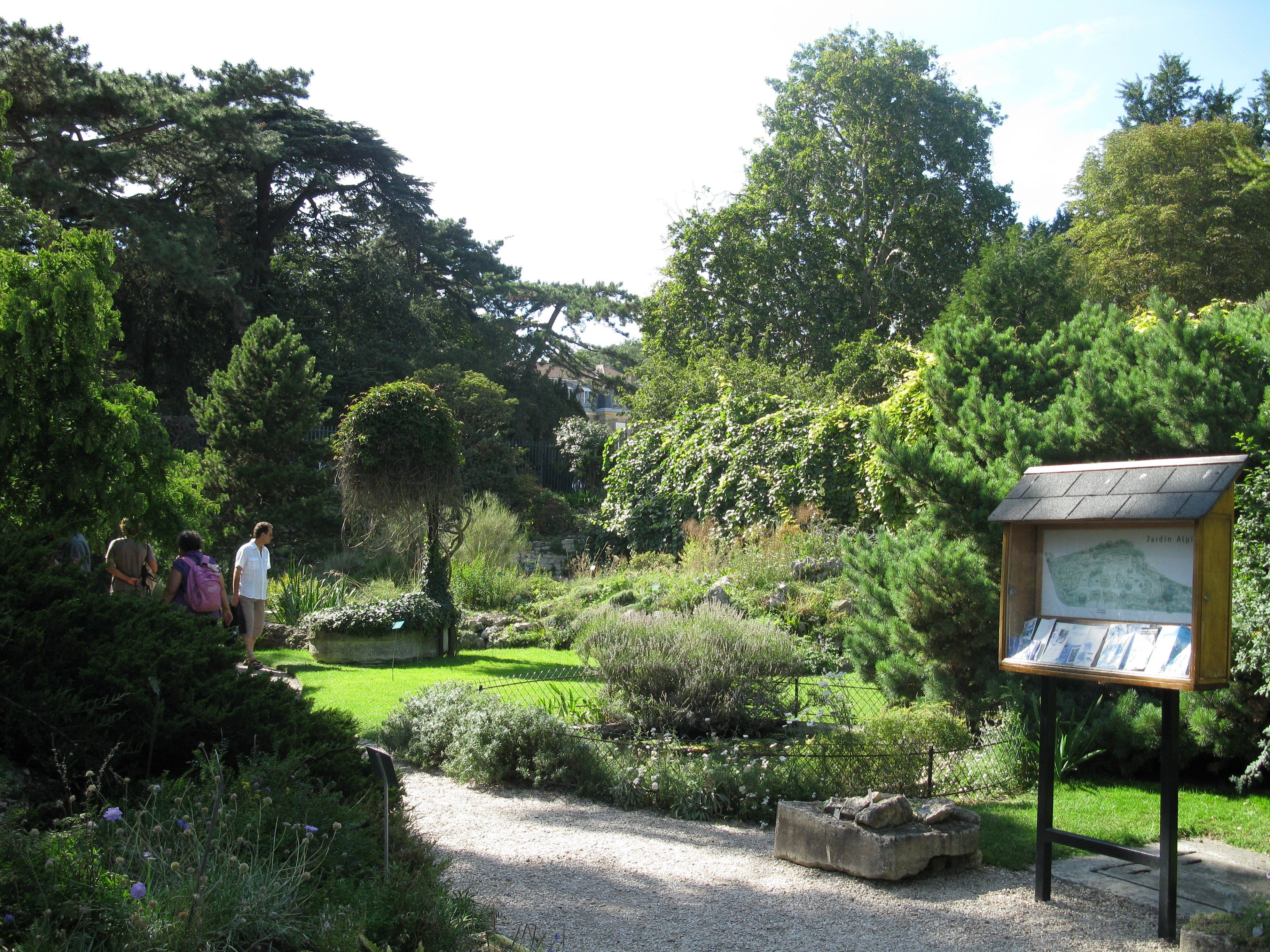
Le bassin aux nymphéas ; au fond on aperçoit l'Hôtel de Magny.
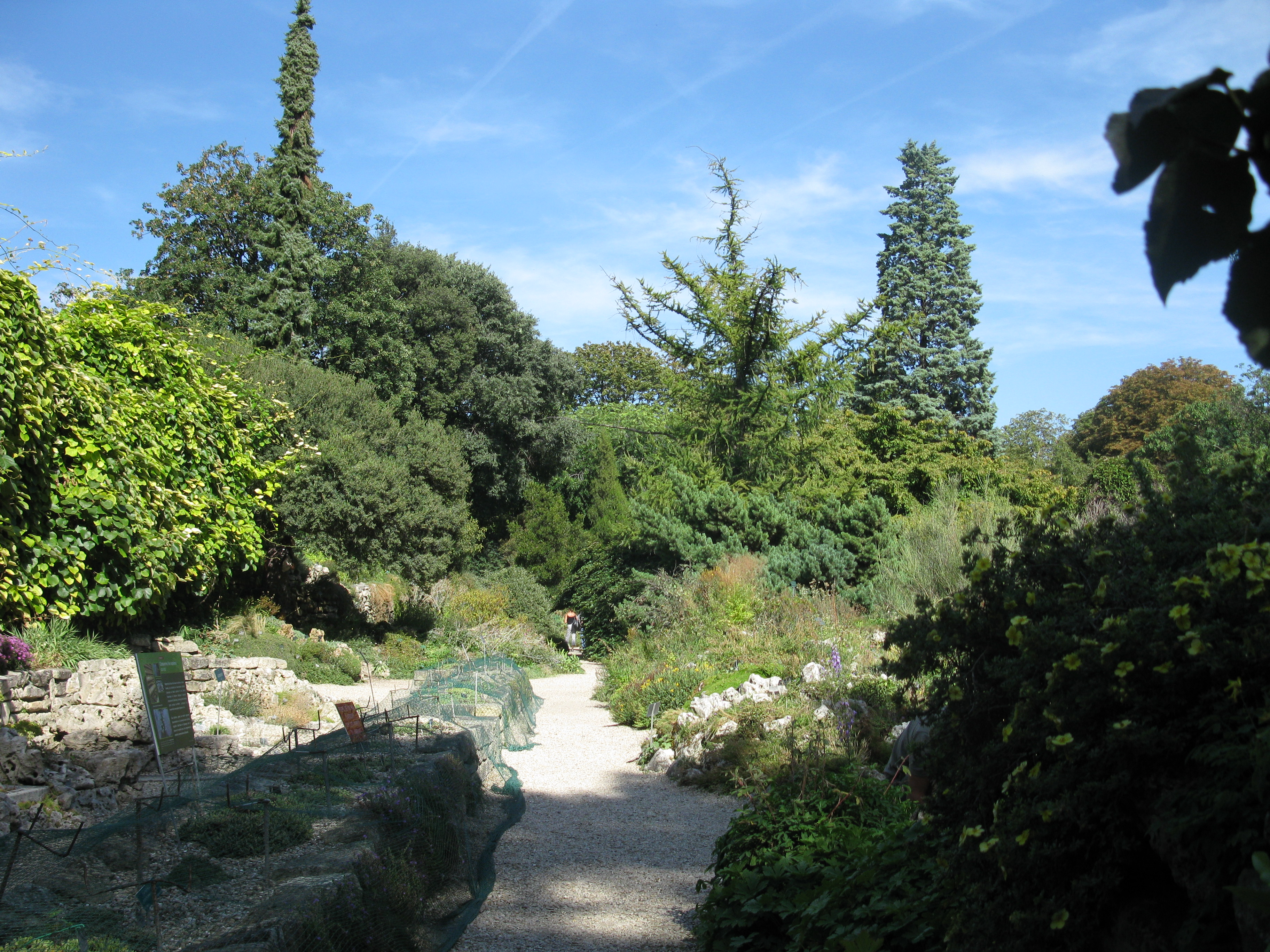
L'allée centrale vers l'Est.
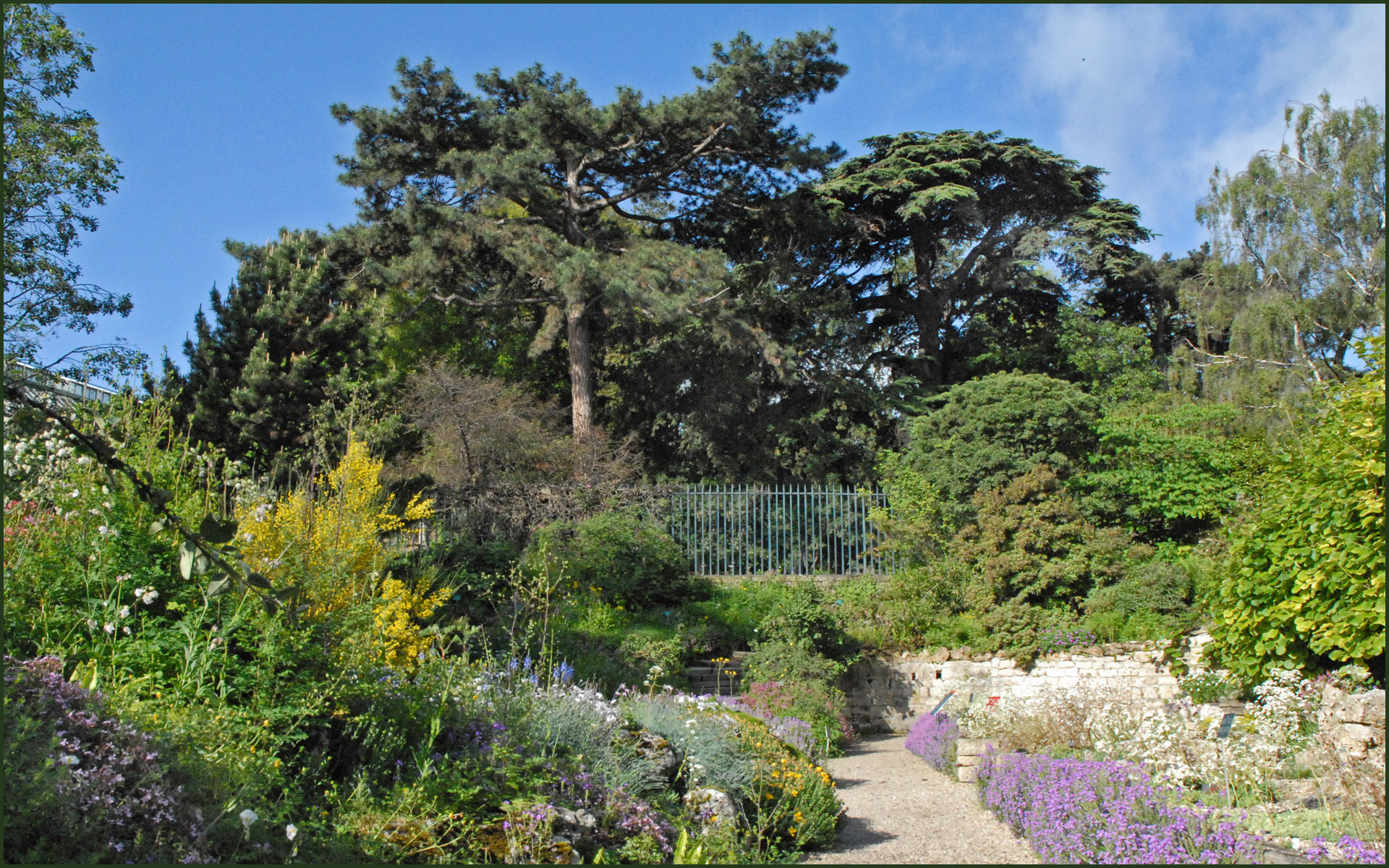
Vue vers le petit labyrinthe à l'Ouest.
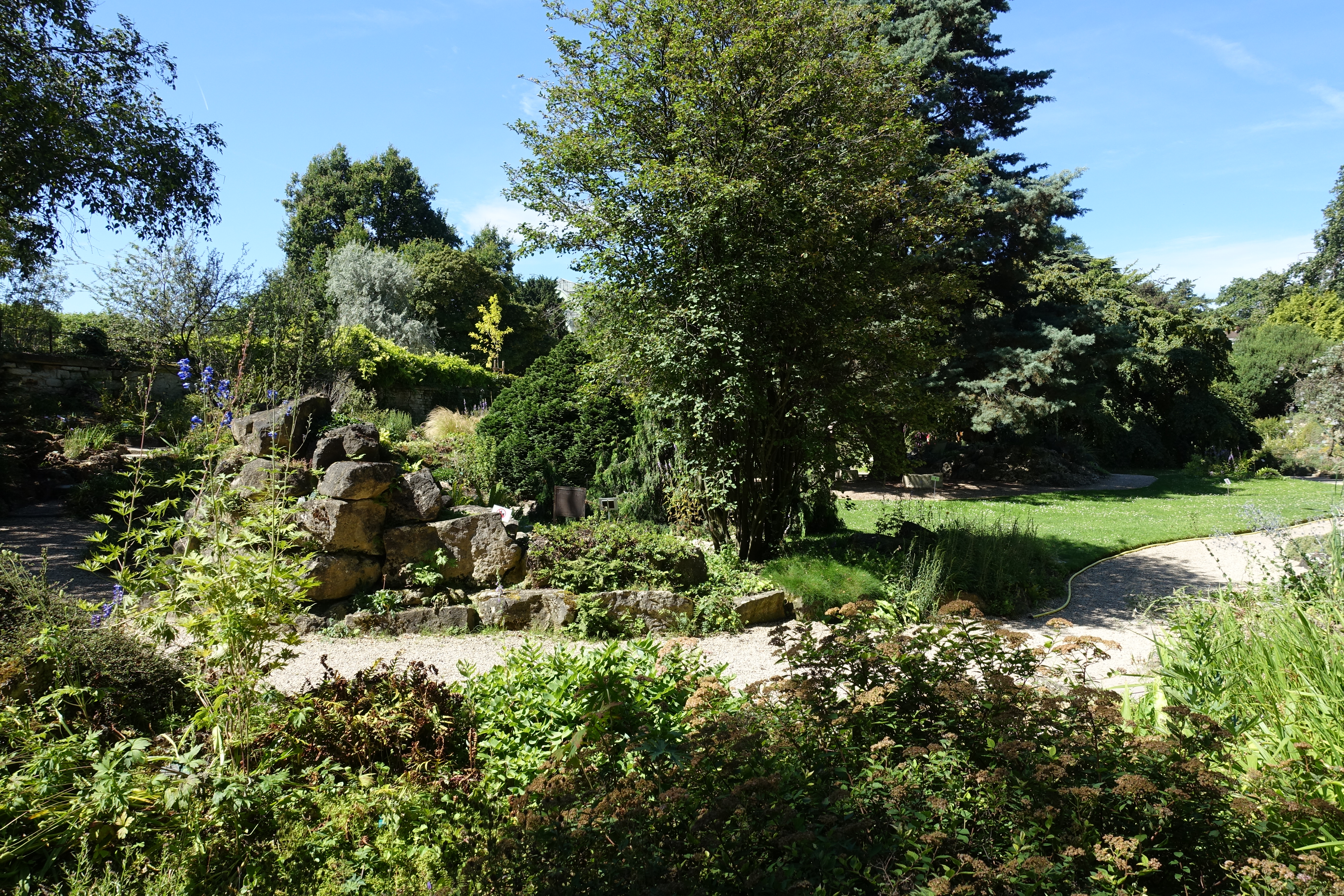
Flore d'adret.
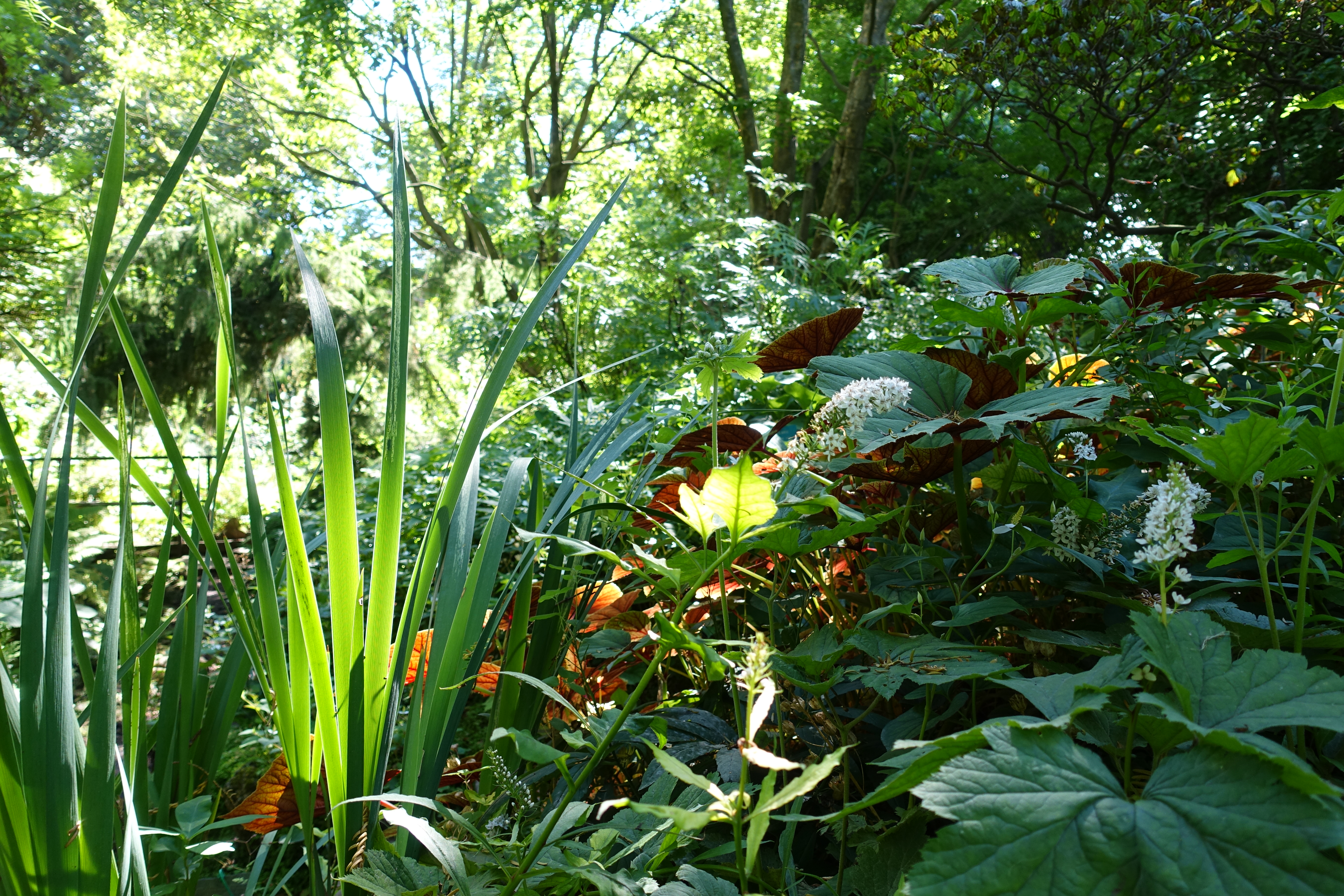
Flore d'ubac.
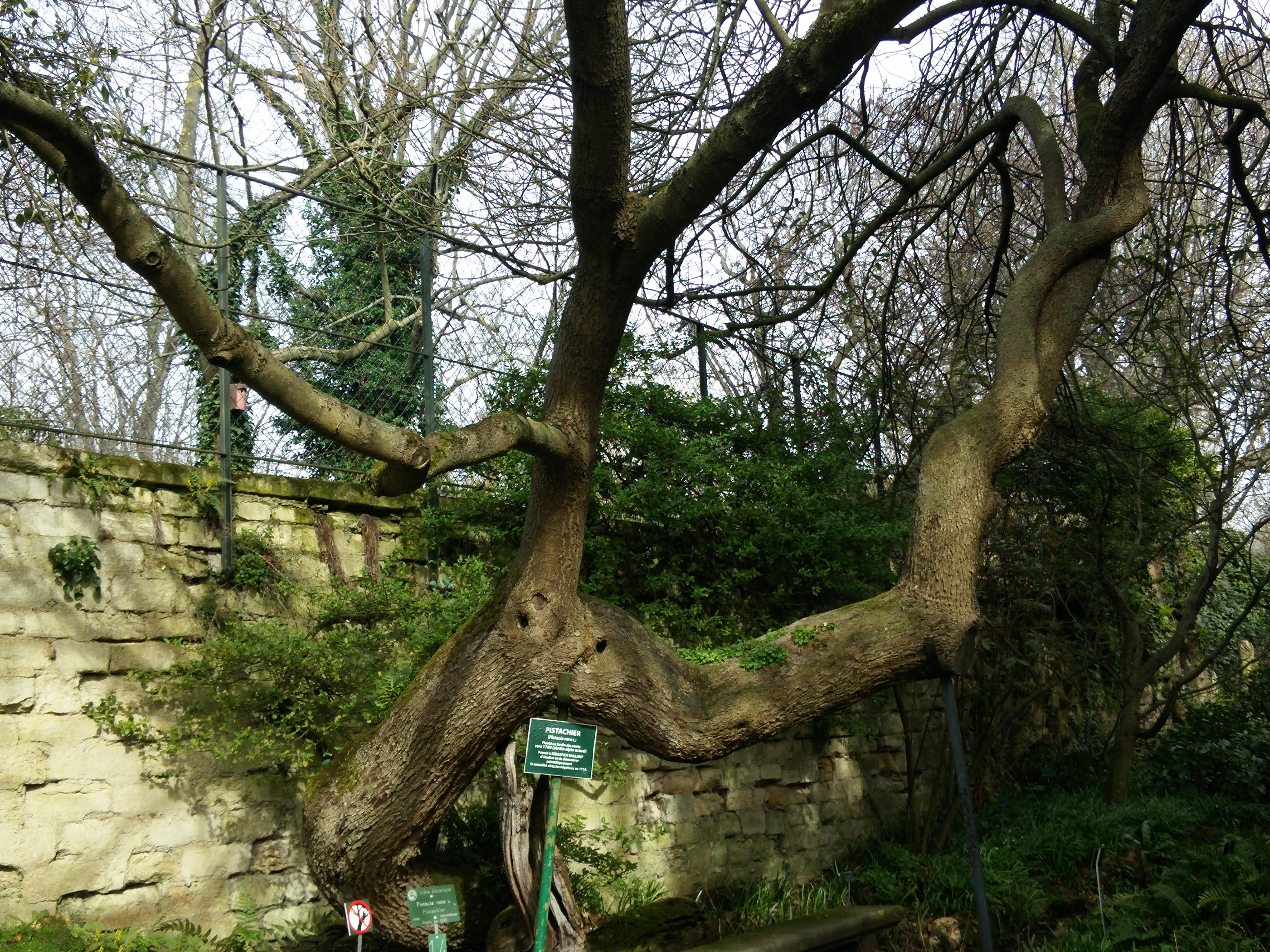
Le pistachier (Pistacia vera) de Sébastien Vaillant.
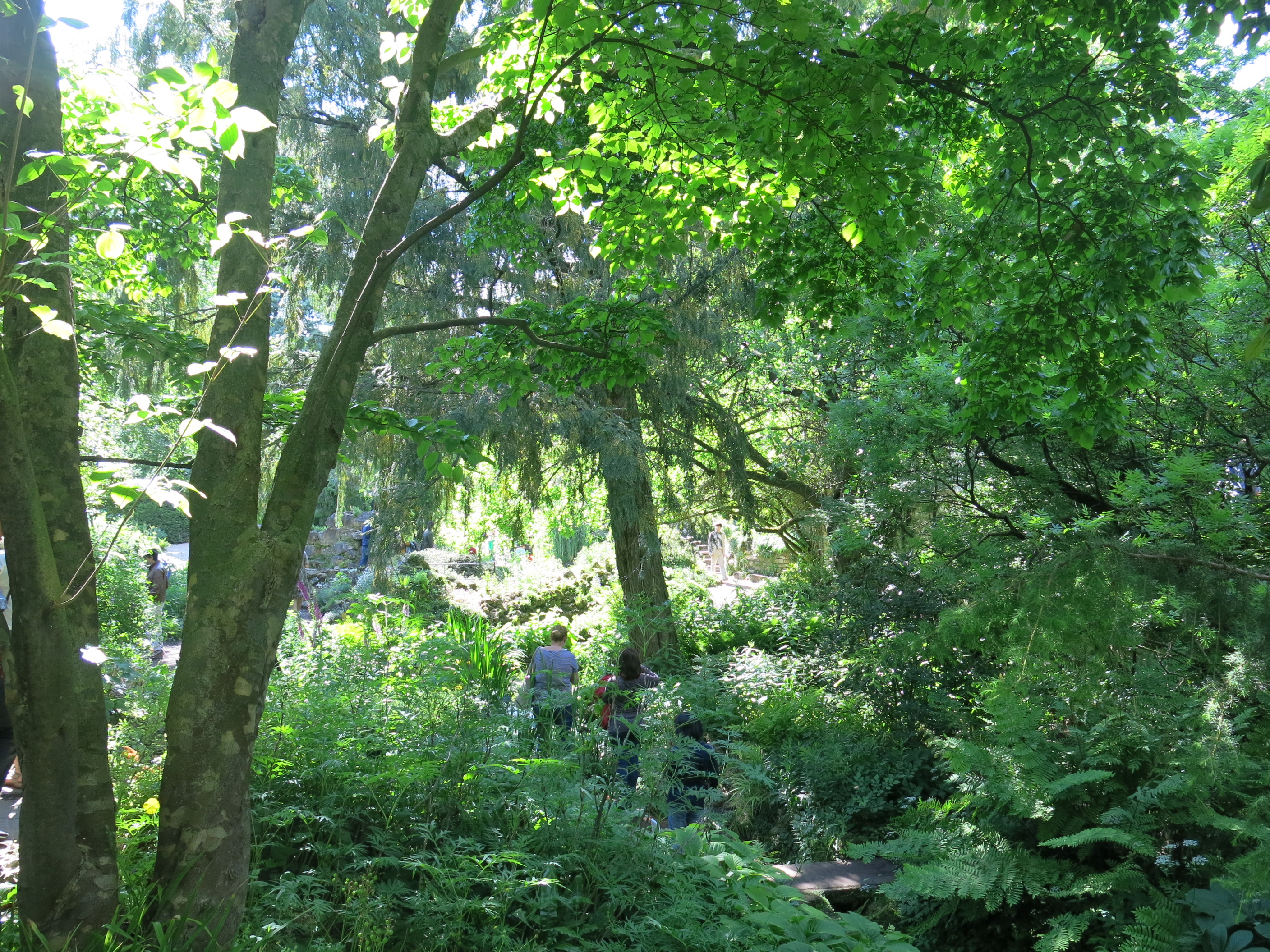
Vue vers l'Ouest prise du « ravin » au fond du Jardin.
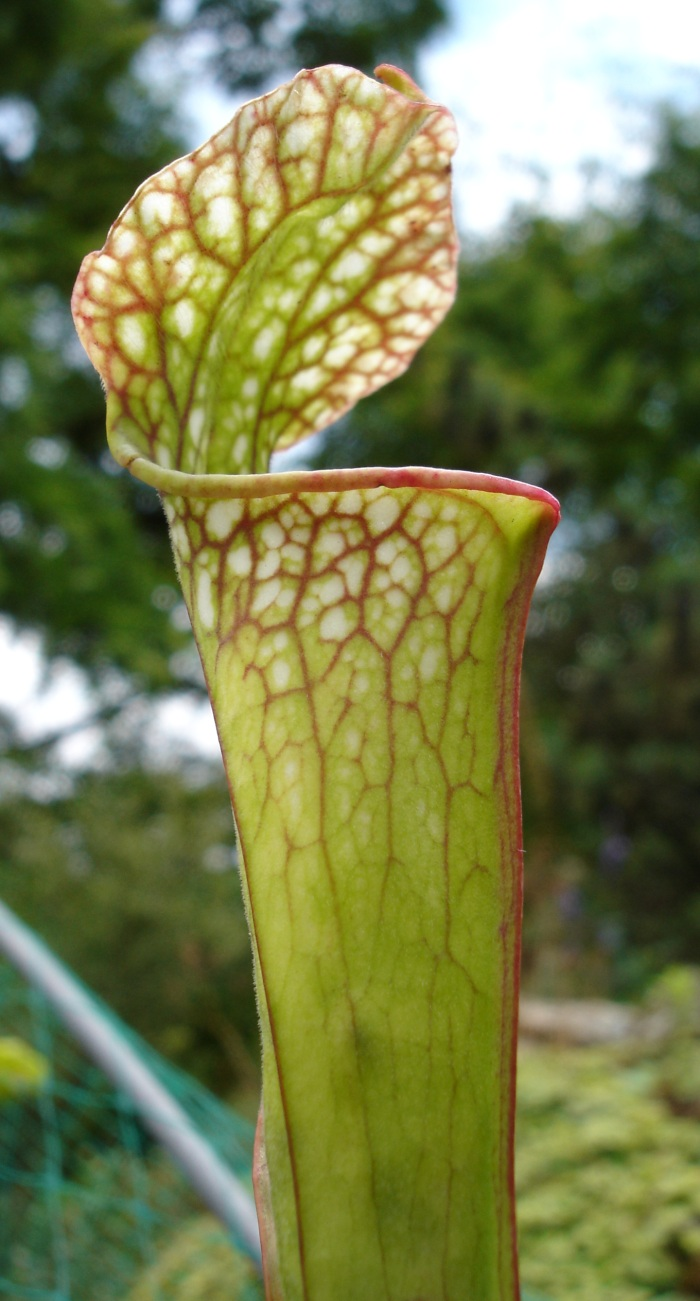
Sarracénie du Jardin.
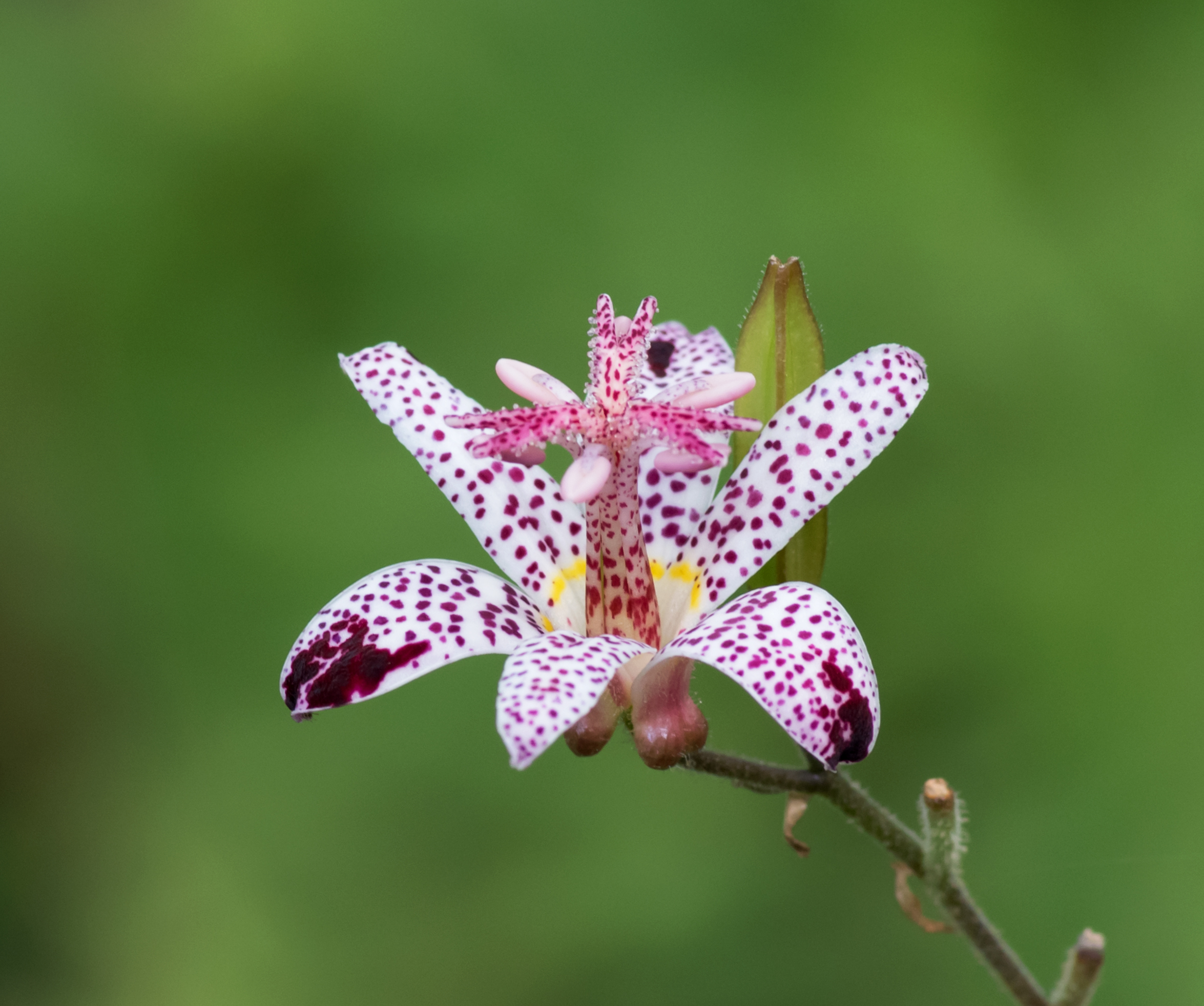
Orchidée du Jardin (Tricyrtis formosana).